# Holoparamecus erebus
Holoparamecus erebus is een keversoort uit de familie zwamkevers (Endomychidae). De wetenschappelijke naam van de soort werd in 1985 gepubliceerd door Wolfgang H. Rücker.